# InterContinental del Centro de Kuwait
El Hotel InterContinental del Centro de Kuwait es un hotel InterContinental en construcción en la ciudad de Kuwait, en el país asiático de Kuwait. Programado para principios de 2015, se encuentra en las proximidades del centro de la ciudad y de los edificios del gobierno y de negocios. El hotel contiene 200 habitaciones: 120 habitaciones de matrimonio, 60 habitaciones dobles y 20 suites de lujo. Contará con instalaciones para conferencias y un salón de banquetes que abarca más de 600 metros cuadrados (6,500 pies cuadrados). 